# 雷諾峰
45°14′45″N 06°36′19″E / 45.24583°N 6.60528°E
雷諾峰（法語：Pointe Rénod），是法國的山峰，位於該國東南部奧文尼-隆-阿爾卑斯大區，由薩瓦省負責管轄，屬於瓦努瓦斯山的一部分，海拔高度3,368米，每年平均降雨量1,479毫米。